# 閃亮的星
『閃亮的星』（ピン音:Shǎn Liàng De Xīng、シャンリァンドシン）は、マレーシア出身の歌手、梁静茹（フィッシュ・リョン）のアルバム。

## 解説
台湾では2001年6月26日にロックレコードから発売された。
日本版のタイトルは『シャイニング・スター』。2001年11月21日に日本コロムビアを販売元としてリリースされた。

## 収録曲
1. 無條件為你 （無条件）
作詞:Lee,Jae-Kyung、改編詞:張天成、作曲:Lee,Sang-Ho
2. 閃亮的星 （きらめく星）
作詞:王美蓮、 作曲:王美蓮
3. 最想環遊的世界 （一番回ってみたい世界）
作詞:姚若龍、作曲:郭文賢
4. 明天的微笑 （明日の微笑み）
作詞:姚謙、作曲:潘協慶
5. 在晴朗的一天出發 （晴れた日の出発）
作詞:李焯雄、 作曲:黎沸揮
6. 看海計劃 （海を見に）
作詞:易齊+李焯雄+彭學斌、作曲:余永錦
7. 我是愛你的 （あなたを愛しているの）
作詞:易齊+李焯雄+呉家昌、作曲:盈盈
8. 這一天(我們都健康快樂) （今この瞬間）
作詞:管啓源、作曲:梁静茹
9. 我不快樂 （不愉快）
作詞:潘協慶+李焯雄、作曲:潘協慶
10. 這是你嗎 （それはあなた?）
作詞:李焯雄、作曲:施盈偉
11. 為你而:P （あなたのために:P）
作詞:葛大為+張天成、作曲:郭文賢